# Organização Internacional de Jornalistas
A Organização Internacional de Jornalistas (IOJ, em francês:  Organisation internationale des journalistes) era uma organização internacional de trabalhadores da imprensa baseada em Praga, Checoslováquia. Durante a Guerra fria, foi uma das dúzias de organizações de frente lançadas pela União Soviética no final da década de 1940 e início dos anos 1950.  Foi controlado em Praga pelo Comitê Central do Partido Comunista Checoslovaco e com muitos agentes KGB a bordo era uma "extensão da mão" de Moscou. 
Em uma entrevista de 2009 com o jornal Helsingin Sanomat, o professor finlandês Kaarle Nordenstreng, que era o presidente do IOJ de 1976 a 1990, reconheceu que eles recebiam ordens do Kremlin, mas sustentou que suas operações estavam longe de seguir o Kremlin diretamente. 

## História
A Organização Internacional de Jornalistas foi formada em um congresso realizado em Copenhague em junho de 1946. Nesta reunião, a Federação Internacional de Jornalistas e Federação Internacional de Jornalistas dos Países Aliados e Livres na nova organização e, por um tempo, a nova organização era amplamente representativa dos jornalistas do mundo. No entanto, em 1950, o IOJ se tornou dominado pelos comunistas e as organizações membros não-comunistas se retiraram. Estes re-lançariam a Federação Internacional de Jornalistas em 1952. 

## Organização
O mais alto órgão decisório do IOJ foi o Congresso, que deveria se reunir a cada quatro anos. Os membros individuais do IOJ e as delegações que representam grupos que tinham menos de 20 membros tiveram voz, mas nenhum voto nas deliberações. O Congresso elegeu o Comitê Executivo, cujos membros podem ser nomeados pelas federações membros ou pelo próprio Congresso. O Comitê Executivo deveria se encontrar uma vez por ano. A Mesa do IOJ também foi eleita pelo Congresso e consistiu-se de Presidente, Secretário-Geral e vários Vice-Presidentes e reunia-se conforme necessário. Os membros da Mesa eram membros ex-officio do Comitê Executivo. A Secretaria-Geral tratava da administração diária do IOJ e estava encabeçada pelo Secretário Geral sob a direção da Mesa. 
Originalmente com sede em Londres, o IOJ mudou-se para Opletalova 5, Praga II em junho de 1947.   By 1966 its address was Vinohradska 3, Prague 1. In 1978 it had moved again to Parizska 9, 11001 Prague 1.

### Congressos
O IOJ realizou os seguintes congressos: 
- Copenhague, junho de 1946
- Praga, junho de 1947
- Helsinki, setembro de 1950
- Bucareste, maio de 1956
- Budapeste, agosto de 1962
- Berlim Oriental, outubro de 1966

## Membros
Em outubro de 1955, a Organização Internacional de Jornalistas afirmou ter 60 mil membros em 51 países: "organizações nacionais" em 14 países - Albânia,  Bulgária, República Popular da China, Tchecoslováquia, Finlândia,  França, Alemanha,  Hungria, Coréia do Norte,  Mongólia,  Polônia,  Romênia,  União Soviética e Vietnã do Norte; "grupos nacionais" em México e  Ceilão. Aparentemente, tinha membros individuais em mais de 33 países. 
Em 1957, representantes da União de Jornalistas Franceses (uma afiliada da CGT), a Associação dos Jornalistas Poloneses, a Associação de Jornalistas da China foram mencionados como oficiais do IOJ. 
Em 1970, declarou que tinha 150.000 membros.
Em 1978, as seguintes organizações foram afiliadas ao IOJ: 
- Algeria - União de jornalistas argelinos
- Argentina - Press Syndicate of Cordoba
- Argentina - Associação de Jornalistas de Buenas Aires
- Bolívia - União Democrática dos Trabalhadores da Prensa Boliviana
- Camarões - União Nacional de Jornalistas (Camarões)
- Colômbia - Colégio Nacional de Jornalistas
- Congo - União Nacional de Jornalistas Congoleses
- Tchecoslováquia - União Tchecoslovaca de Jornalistas
- República Dominicana - Sindicato Nacional de Jornalistas Profissionais
- El Salvador - União Nacional de Jornalistas (El Salvador)
- Gambia - Associação dos Jornalistas da Gambia
- Guiana - União de Jornalistas Guianenses
- Japão - Congresso dos Jornalistas do Japão
- Japão - Associação de Jornalistas Japoneses
- Coreia do Norte -
- Japan - Associação de Jornalistas e Editores Coreanos no Japão
- Madagascar - Press Syndicate of Madagascar
- Namíbia - SWAPO, Ramo de Jornalistas
- Nicarágua - União Nacional de Jornalistas (Nicarágua)
- Palestina - União Geral de Escritores e Jornalistas Palestinos
- Peru - Federação dos Jornalistas do Peru
- Romania - Conselho dos Jornalistas Romenos
- África do Sul - União Sul-Africana de Jornalistas, Congresso Nacional Africano
- Síria - União de Jornalistas Sírios
- Uruguai - Associação da Imprensa Uruguaia
- Iêmen do Sul - Organização Democrata de Jornalistas do Iêmen
- Zimbabwe - Associação de Jornalistas do Zimbabwe

Além disso, havia também "organizações, comitês, grupos ou indivíduos" que eram membros nos seguintes estados: Afeganistão, Albânia, Angola, Austrália, Áustria, Bangladesh, Bélgica, Benin, Brasil, Bulgária República Socialista da União da Birmânia, Kampuchea, Canadá, Chile, Costa Rica, Cuba, Chipre, Dinamarca Equador, Egito, Etiópia, Finlândia, França, Alemanha do Oeste, Alemanha Oriental, Gana, Grã-Bretanha, Guiné, Guiné-Bissau, Honduras, Hong Kong, Hungria, Índia, Indonésia, Irã, Iraque, Itália, Costa do Marfim, Jordânia, Quênia, Coreia do Norte, Kuwait, Laos, Líbano, Líbia, Luxemburgo, Malawi, Malásia, Mali, Mauritânia, Mauri Tais, México, Mongólia, Marrocos, Moçambique, Nepal, Países Baixos, Nova Zelândia, Nigéria, Noruega, Paquistão, Panamá, Paraguai, Polônia, Porto Rico, Senegal, Serra Leoa, Somália, a URSS, Espanha, Sri Lanka, Sudão, Suécia, Suíça, Tanzânia, Togo, Trindiad e Tobago, Tunísia, Turquia, Uganda, Estados Unidos, Venezuela, República Socialista do Vietnã e Zaire. 

## Publicações
O IOJ publicou um "Jornalista Democrático" mensal em inglês, francês, espanhol, alemão e russo.   Other publications included Interpressgrafik, Journalists' affairs and Afrique mass media.

## Pessoas afiliadas
- Don Rojas - Trabalhou no escritório de Praga.
- Kaarle Nordenstreng [fi] - Presidente 1976-1990, professor emérito de jornalismo na Universidade de Tampere